# Juncus howellii
Juncus howellii är en tågväxtart som beskrevs av Frederick Joseph Hermann. Juncus howellii ingår i släktet tåg, och familjen tågväxter. Inga underarter finns listade i Catalogue of Life.